# Groisy
Groisy és un municipi francès situat al departament de l'Alta Savoia i a la regió d'Alvèrnia-Roine-Alps. L'any 2007 tenia 2.906 habitants.

## Demografia

### Població
El 2007 la població de fet de Groisy era de 2.906 persones. Hi havia 1.106 famílies de les quals 256 eren unipersonals (136 homes vivint sols i 120 dones vivint soles), 312 parelles sense fills, 442 parelles amb fills i 96 famílies monoparentals amb fills.
La població ha evolucionat segons el següent gràfic:
Habitants censats

### Habitatges
El 2007 hi havia 1.241 habitatges, 1.113 eren l'habitatge principal de la família, 72 eren segones residències i 56 estaven desocupats. 877 eren cases i 360 eren apartaments. Dels 1.113 habitatges principals, 809 estaven ocupats pels seus propietaris, 254 estaven llogats i ocupats pels llogaters i 49 estaven cedits a títol gratuït; 20 tenien una cambra, 104 en tenien dues, 165 en tenien tres, 259 en tenien quatre i 564 en tenien cinc o més. 962 habitatges disposaven pel capbaix d'una plaça de pàrquing. A 405 habitatges hi havia un automòbil i a 649 n'hi havia dos o més.

### Piràmide de població
La piràmide de població per edats i sexe el 2009 era:
| Homes | Edats   | Dones |
| ----- | ------- | ----- |
| 0     | 95 o +  | 4     |
| 0     | 90 a 94 | 28    |
| 4     | 85 a 89 | 20    |
| 0     | 80 a 84 | 8     |
| 28    | 75 a 79 | 40    |
| 40    | 70 a 74 | 32    |
| 32    | 65 a 69 | 44    |
| 32    | 60 a 64 | 52    |
| 56    | 55 a 59 | 64    |
| 116   | 50 a 54 | 92    |
| 100   | 45 a 49 | 76    |
| 116   | 40 a 44 | 116   |
| 108   | 35 a 39 | 124   |
| 116   | 30 a 34 | 108   |
| 112   | 25 a 29 | 92    |
| 56    | 20 a 24 | 52    |
| 84    | 15 a 19 | 64    |
| 128   | 10 a 14 | 108   |
| 124   | 5 a 9   | 80    |
| 52    | 0 a 4   | 88    |

## Economia
El 2007 la població en edat de treballar era de 2.036 persones, 1.629 eren actives i 407 eren inactives. De les 1.629 persones actives 1.550 estaven ocupades (815 homes i 735 dones) i 78 estaven aturades (43 homes i 35 dones). De les 407 persones inactives 146 estaven jubilades, 150 estaven estudiant i 111 estaven classificades com a «altres inactius».

### Ingressos
El 2009 a Groisy hi havia 1.103 unitats fiscals que integraven 2.895,5 persones, la mediana anual d'ingressos fiscals per persona era de 23.120 €.

### Activitats econòmiques
Dels 167 establiments que hi havia el 2007, 3 eren d'empreses extractives, 1 d'una empresa alimentària, 2 d'empreses de fabricació de material elèctric, 12 d'empreses de fabricació d'altres productes industrials, 25 d'empreses de construcció, 41 d'empreses de comerç i reparació d'automòbils, 9 d'empreses de transport, 6 d'empreses d'hostatgeria i restauració, 1 d'una empresa d'informació i comunicació, 4 d'empreses financeres, 10 d'empreses immobiliàries, 27 d'empreses de serveis, 21 d'entitats de l'administració pública i 5 d'empreses classificades com a «altres activitats de serveis».
Dels 37 establiments de servei als particulars que hi havia el 2009, 1 era una gendarmeria, 1 oficina de correu, 1 una oficina bancària, 6 tallers de reparació d'automòbils i de material agrícola, 1 taller d'inspecció tècnica de vehicles, 3 paletes, 2 guixaires pintors, 8 fusteries, 3 lampisteries, 5 electricistes, 1 perruqueria, 1 veterinari, 3 restaurants i 1 agència immobiliària.
Dels 8 establiments comercials que hi havia el 2009, 1 era un hipermercat, 1 una botiga de menys de 120 m², 1 una fleca, 2 botigues de mobles, 1 una botiga de material de revestiment de parets i terra, 1 un drogueria i 1 una joieria.
L'any 2000 a Groisy hi havia 41 explotacions agrícoles que ocupaven un total de 1.012 hectàrees.

## Equipaments sanitaris i escolars
L'únic equipament sanitari que hi havia el 2009 era una farmàcia.
El 2009 hi havia 1 escola maternal i 1 escola elemental. Groisy disposava d'un col·legi d'educació secundària amb 606 alumnes.

## Poblacions més properes
El següent diagrama mostra les poblacions més properes.